# رجولة مسيحية
الرجولة المسيحية أو الذكورة المسيحية هي مفهوم وحركة نشأت في إنجلترا البروتستانتية الفيكتورية، وتتميز بأهمية جسد الذكر واللياقة البدنية والأسرة والحب الرومانسي، إلى جانب مفاهيم الأخلاق واللاهوت وحب الطبيعة وفكرة الوطنية الصحية، مع إتخاذ يسوع كقائد ومثال للرجولة الصادقة. تم طرح هذا المفهوم لأول مرة في روايات الكاتبين البريطانيين الفيكتوريين تشارلز كينجسلي وتوماس هيوز. كان مدير مدرسة الرجبي، توماس أرنولد، مسؤولاً عن إصلاح نظام التعليم العام البريطاني وفقًا لمفاهيم الرجولة الكتابية. لا يزال من الممكن ملاحظة حركة الرجولة المسيحية في العالم الأنجلوسفيري اليوم، وعلى الرغم من أنها تشترك كثيرًا مع المفاهيم والمثل العليا التي نشأت من العصر الفيكتوري، إلا أنها متميزة وتشكلت من خلال قيود وظروف عصر ما بعد الصناعة الحديثة. يُركز المجتمع الإنجيلي الأمريكي على الرجولة المسيحية.

## صفات

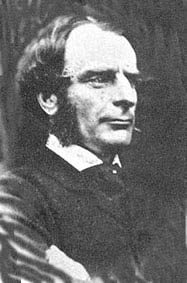
الكاتب البريطانيّ تشارلز كينجسلي هو من أوائل الذين طرحوا مفهوم الرُجولة المسيحيَّة

### جسم الذكر والصحة الجسدية
يعتبر الحفاظ على الجسد الذكري وتنميته سمة أساسية لفكرة الرجولة المسيحية. هذا الجانب هو سبب الخلط بينها وبين المسيحية العضلية التي تركز على القوة البدنية والألعاب الرياضية على وجه التحديد في الرياضة.
بالنسبة إلى تشارلز كينجسلي أظهرت الرجولة الجسدية أيضًا «حالة من الصحة النفسية والأخلاقية والروحية». كتب نورمان فانس أن «القوة الجسدية والشجاعة والصحة جذابة وقيمَّة ومفيدة في ذاتها وفي نظر الله».

### الأسرة والحب الرومانسي
يعتقد كينجسلي أن الزواج والأسرة ضروريان لكرامة الإنسان والرجولة. في هذا الجانب من مفهوم الرجولة المسيحية، يمكننا أن نرى جذورها في البروتستانتية بدلاً من الكاثوليكية. تأتي هذه الدعوة للزواج والأسرة مع دور البطريرك، والتأكيد على «العلاقات الأسرية باعتبارها السياق المناسب للمسيحية الرجولية». قيَّم كينجسلي العلاقات الجسدية باعتبارها جزءًا أساسيًا من الرجولة.
كتب ديفيد ألدرسون أيضًا أن «الزواج جزء من تلك العلاقة الحقيقية بالعالم والتي تدل على الرجولة».

### الحرية
كانت الفكرة القائلة بأن الرجل البروتستانتي يُناضل من أجل حرية الضمير والمشاريع والمعلومات هي السائدة منذ الإصلاح البروتستانتي.